# 鉄鬼
鉄鬼（てっき）は、GameHiが製作し、ゲームヤロウ、後にネクソンが運営していたオンラインサードパーソン・シューティングゲームである。
2010年1月27日にリリースされた。初めはゲームヤロウによって運営されていたが、GameHiがネクソンに買収されたことによって、10月28日よりネクソンに移管された。しかし、2011年2月23日にサービスを終了することが発表された。サービス終了に当たっては理由が公表されず、プレイヤー達は不信感を抱きサービスの継続を求める署名活動を行ったが、サービスは終了した。

## 概要
抽選で選んだユーザーによるベータテスト後、2010年に正式に運営を開始した。パソコンではミドルスペックほどでできるが、Video Graphics Array（グラフィックボード）は内蔵型では起動できず、やはりグラフィックボードは必須と言える。
またCPUはWindows Vista、Windows 7ではCore 2 Duoプロセッサー以上の処理能力が必要となってくる。最大32人（16VS16）でのバトルが可能で、多彩な戦闘が繰り広げられる。機体は全8種類あり訓練兵から上等兵までは最初の機体、軽量型のVANGUARD、強襲型のDUAL、狙撃型のBLITZ、整備型のVELOXの内どれかを選び、ひとつ階級が上がるごとに機体をひとつ手に入れる。兵長からは、重量型のVINCERE、火力型のRAMPART、観測型のFORBIDDEN、工兵型のIMPULSがある。こちらも同じく階級が上がるごとに機体がひとつずつ手に入れられる。それぞれの機体に特徴があり、ターボを使える機体と使えない機体もある。機体の武器やブースト機器によって相手にかなりの差をつけられ、戦局が大きく変化する。

## 鉄鬼の世界観
世界の動き
21世紀、自然破壊が極度に達し、資源の枯渇により世界中で紛争が後を絶たず、大量殺戮兵器と核兵器の脅威により人類は、不安と恐怖に怯えていた。
世界各国の首脳陣はそれらの脅威を払拭すべく・・・。
臨時国家の誕生
新たに建国されたその臨時国家は｢DH-G｣と名付けられた。「脅威拡散防止条約」に加入した国々は、自然環境破壊の阻止や国家間の紛争調停、核兵器保有国に対する視察の権限などを「DH-G」に委任し、同時に他国が有する軍事組織や核兵器などの脅威の解体を支援した・・・。
戦争
その間、超大国「オーストロニカ」は友好関係にある国々や周辺国を説き伏せ、統合を果たし、「超大国経済軍事協力条約（AU）」を締結した。 その後、AUを締結した世界13カ国の核兵器保有国は、自国の核エネルギーと核兵器を解体し、「DH-G」を通じて宇宙に破棄した。 「脅威拡散防止条約」が計画通り順調に進んでいると思われた中、「AU」は自らの経済的優位を守るため「反AU」的な立場にいる国々を武力で侵略し、植民地化を始めた・・・。
などと、細部について書かれておりミッションにも、ストーリーや作戦がある。
詳しくは公式サイト鉄鬼についてを参照。

## 遊び方
公式サイトにてエントリーIDを作成し、ゲームサーバーに接続、その直後にエントリーネーム（重複登録不可）を登録する。その後機体の選択をし、テスト（操作説明を聞き、実際に操作する）機体をゲットしたのちルームを選択し、ルームに入る。ルームにはホスト（RM＝ルームマスター）が一人ずついる。ホストはマップ、キル/制限時間/ラウンド数、チームバランスの有無等を決定できる。
マップは、全15種類（2009年5月現在）があり、デスマッチ、占領、爆破、ボス、サドンテス、キャンペーンなどがある。

## 階級、勲章
階級は個人の経験値が増えるにつれあがっていく。下から訓練兵、二等兵、一等兵、上等兵、兵長（ここまでが兵卒と呼ばれる）、伍長、軍曹、曹長（ここまでが下士官と呼ばれる）、少尉、中尉、大尉（尉官と呼ばれる）、少佐、中佐、大佐（佐官と呼ばれる）、准将、少将、中将、大将、元帥（将官と呼ばれる）となる。
勲章は貢献度によって変わり、勲章、星勲章、十字勲章、鉄十字勲章、武功星勲章、騎士勲章、正義勲章、守護勲章、名誉勲章、獅子勲章、そして鉄鬼勲章がある。それに加えて、機体のタイプにより勲章の称号がある。
軽量型は、疾風の〔勲章のタイプ〕、火力型は断罪の〔勲章のタイプ〕、重量型は無双の〔勲章のタイプ〕、整備型は献身の〔勲章のタイプ〕、強襲型は猛攻の〔勲章のタイプ〕、工兵型は技巧の〔勲章のタイプ〕、狙撃型は閃光の〔勲章のタイプ〕、観測型は光輝の〔勲章のタイプ〕となる。